# Esterilización forzosa en Suecia

Fuentes. Gráfico de las esterilizaciones notificadas a la autoridad central, la Junta Nacional Sueca de Salud o la Junta Nacional de Salud y Bienestar, entre 1935 y 1979 y las diversas indicaciones de operaciones realizadas entre 1941 y 1975. Para mantener bajo control las esterilizaciones, los eugenistas recopilaron información detallada. Como consecuencia, los datos son completos en lo que se refiere a las operaciones legales desde 1941. Se desconoce el número de hombres esterilizados en el extranjero o de forma ilegal en Suecia. Esta puede haber sido la causa del menor número de operaciones a principios de los años 70. Cuando a partir de enero de 1976 ya no fue necesaria ninguna autorización, el número de esterilizaciones aumentó considerablemente.

Las esterilizaciones forzadas en Suecia fueron esterilizaciones llevadas a cabo en Suecia por motivos eugenésicos, médicos y sociales, sin un consentimiento válido del sujeto en que se hicieron, durante los años 1906-2013.

## Fundamentos legales
En 1922 se fundó en Upsala el Instituto Estatal de Biología Racial. En los años 30 se aprobó una ley que permitía la esterilización masiva. La razón fundamental detrás de la legislación fue evitar que la esterilización se convirtiera en un método anticonceptivo en manos del individuo.
Otra ley, aprobada en 1941, fue de mayor alcance y estableció tres amplios motivos por los cuales se podía llevar a cabo la esterilización:
- Causa médica, si un embarazo pudiera suponer un riesgo para la vida o la salud de una mujer con una enfermedad crónica o una constitución debilitada de forma permanente.
- Causa eugenesia, que permitía esterilizar a personas consideradas locas o con enfermedades graves o con alguna discapacidad física, para que estos rasgos no se transmitieran a la descendencia.
- Causa social, que permitía esterilizar a personas consideradas no aptas para acoger a un niño por tener enfermedad mental, deficiencia mental o estilo de vida antisocial.

La ley no preveía ningún límite de edad para el consentimiento, pero nunca fue legal restringir físicamente a una persona.

## Estadística
El número de esterilizaciones eugenésicas alcanzó su punto máximo en la década de 1940; a partir de 1946, el número de esterilizaciones realizadas según las disposiciones legales de 1941 disminuyó gradualmente.
En 1997, los etnólogos Mikael Eivergård y Lars-Eric Jönsson intentaron calcular, por encargo del gobierno sueco, el porcentaje de esterilizaciones realizadas bajo coacción. Encontraron que una cuarta parte de las solicitudes se habían presentado en circunstancias similares a la coacción, como por ejemplo como condición para salir de una institución, y que otro 9% se había firmado bajo presión. En la mitad de los casos no encontraron ningún signo de coacción o presión, sino signos de iniciativa propia de los solicitantes. Tydén utiliza estos porcentajes para hacer una estimación del número de operaciones realizadas bajo coacción. Encontró que unas 15.000 fueron hechas como condición para la liberación y que otras 5.500 a 6.000 fueron hechas bajo otros tipos de presión, mientras que unas 30.000 fueron voluntarias y por iniciativa propia de los solicitantes.
Según un informe gubernamental del año 2000, se estima que 21.000 personas fueron esterilizadas a la fuerza, 6000 fueron obligadas a una esterilización "voluntaria", mientras que no se pudo determinar la naturaleza de otros 4000 casos.
Desde la década del 2000, el Estado sueco ha pagado compensaciones por daños y perjuicios a las víctimas que solicitaron indemnización.

## Esterilización ante el cambio de sexo
Hasta 2013, la esterilización era obligatoria antes del cambio de sexo. Esta última esterilización obligatoria ha sido criticada por varios partidos políticos en Suecia y en 2011 el Parlamento sueco decidió no cambiar la ley, por oposición a ello del partido Demócrata Cristiano. Luego, el Tribunal Administrativo de Apelaciones de Estocolmo la revocó el 19 de diciembre de 2012 al declararla inconstitucional por la impugnación presentada por un demandante no identificado.
| Partido                       | Votos a favor | Votos en contra | Abstención                                                      | Ausente (No votó) |
| ----------------------------- | --- | --- | --------------------------------------------------------------- | --- |
| Partido Socialdemócrata Sueco | 102Christer Adelsbo Carina Adolfsson Elgestam Ann-Christin Ahlberg Urban Ahlin Johan Andersson Phia Andersson Lennart Axelsson Ibrahim Baylan Håkan Bergman Hannah Bergstedt Bo Bernhardsson Patrik Björck Catharina Bråkenhielm Sven-Erik Bucht Clas-Göran Carlsson Gunilla Carlsson Cecilia Dalman Eek Adnan Dibrani Susanne Eberstein Hans Ekström Tomas Eneroth Christer Engelhardt Kerstin Engle Lars Eriksson Matilda Ernkrans Kenneth G. Forslund Isak From Agneta Gille Marie Granlund Monica Green Jonas Gunnarsson Billy Gustafsson Kerstin Haglö Lena Hallengren Arhe Hamednaca Jörgen Hellman Shadiye Heydari Hans Hoff Peter Hultqvist Carina Hägg Kent Härstedt Leif Jakobsson Eva-Lena Jansson Peter Jeppsson Ann-Kristine Johansson Lars Johansson Morgan Johansson Ylva Johansson Peter Johnsson Mattias Jonsson Håkan Juholt Anders Karlsson Annelie Karlsson Sara Karlsson Yilmaz Kerimo Kurt Kvarnström Katarina Köhler Hillevi Larsson Jan-Olof Larsson Lars Mejern Larsson Désirée Liljevall Teres Lindberg Åsa Lindestam Elin Lundgren Johan Löfstrand Louise Malmström Pyry Niemi Ingemar Nilsson Jennie Nilsson Kerstin Nilsson Kristina Nilsson Ingela Nylund Watz Carina Ohlsson Fredrik Olovsson Hans Olsson Jasenko Omanovic Christina Oskarsson Peter Persson Helene Petersson Helén Pettersson Leif Pettersson Raimo Pärssinen Carin Runeson Gunnar Sandberg Lena Sommestad Eva Sonidsson Maria Stenberg Thomas Strand Gunilla Svantorp Per Svedberg Suzanne Svensson Björn i von Sydow Anna-Lena Sörenson Olle Thorell Hans Unander Börje Vestlund Tommy Waidelich Meeri Wasberg Anders Ygeman Christina Zedell Karin Åström Krister Örnfjäder                                        | - | -                                                               | 10Ann Arleklo Mikael Damberg Annika Duàn Caroline Helmersson Olsson Berit Högman Fredrik Lundh Sammeli Pia Nilsson Marie Nordén Veronica Palm Ardalan Shekarabi |
| G Partido Moderado            | 102Anton Abele Boriana Åberg Maria Abrahamsson Amir Adan Anette Åkesson Christer Akej Jan R. Andersson Jörgen Andersson Staffan Anger Sofia Arkelsten Ann-Britt Åsebol Lena Asplund Metin Ataseven Anti Avsan Gunnar Axén Hanif Bali Lars Beckman Eva Bengtson Skogsberg Finn Bengtsson Ulf Berg Sten Bergheden Per Bill Elisabeth Björnsdotter Rahm Carl-Oskar Bohlin Helena Bouveng Cecilia Brinck Anne Marie Brodén Nils Brown Katarina Brännström Stefan Caplan Mikael Cederbratt Margareta Cederfelt Åsa Coenraads Sedat Dogru Bino Drummond Lars Elinderson Annicka Engblom Jan Ericson Thomas Finnborg Lotta Finstorp Johan Forssell Susanna Haby Pia Hallström Ann-Charlotte Hammar Johnsson Krister Hammarbergh Anders Hansson Lars Hjälmered Gustaf Hoffstedt Christian Holm Johan Hultberg Cristina Husmark Pehrsson Jonas Jacobsson Gjörtler Isabella Jernbeck Bengt-Anders Johansson Johan Johansson Mats Johansson Ellen Juntti Peter Jutterström Ulrika Karlsson Margareta B. Kjellin Olof Lavesson Eva Lohman Kajsa Lunderquist Cecilia Magnusson Betty Malmberg Göran Montan Gustav Nilsson Ulrik Nilsson Gunilla Nordgren Andreas Norlén Edip Noyan Marta Obminska Lotta Olsson Jenny Petersson Jessica Polfjärd Saila Quicklund Patrick Reslow Anna Rheyneuclaudes Kihlman Edward Riedl Henrik Ripa Jessica Rosencrantz Hans Rothenberg Jan-Evert Rådhström Björn Samuelson Fredrik Schulte Karl Sigfrid Lars-Arne Staxäng Elisabeth Svantesson Michael Svensson Henrik i von Sydow Cecilie Tenfjord-Toftby Ewa Thalén Finné Tomas Tobé Jessika Vilhelmsson Abdirizak Waberi Peder Wachtmeister Hans Wallmark Camilla Waltersson Grönvall Linda Wemmert Cecilia Widegren Rune Wikström Oskar Öholm | - | -                                                               | 5Boriana Åberg Jan R. Andersson Sten Bergheden Reza Khelili Dylami Björn Hamilton                                                                               |
| Partido Verde                 | 23Jabar Amin Stina Bergström Per Bolund Agneta Börjesson Bodil Ceballos Esabelle Dingizian Tina Ehn Magnus Ehrencrona Gunvor G. Ericson Jonas Eriksson Peter Eriksson Maria Ferm Ulf Holm Helena Leander Annika Lillemets Jan Lindholm Agneta Luttropp Valter Mutt Lise Nordin Kew Nordqvist Mats Pertoft Åsa Romson Peter Rådberg | - | -                                                               | 2Gustav Fridolin Mehmet Kaplan |
| G Partido Popular Liberal     | 21Tina Acketoft Gunnar Andrén Gulan Avci Hans Backman Anita Brodén Emma Carlsson Löfdahl Eva Flyborg Karin Granbom Ellison Roger Haddad Carl B. Hamilton Ismail Kamil Stefan Käll Nina Larsson Maria Lundqvist-Brömster Ulf Nilsson Christer Nylander Johan Pehrson Anna Steele Lars Tysklind Barbro Westerholm Allan Widman | - | -                                                               | 3Jan Ertsborn Nina Lundström Christer Winbäck |
| G Partido del Centro          | 21Anders Ahlgren Anders Åkesson Abir Al-Sahlani Daniel Bäckström Ulrika Carlsson Staffan Danielsson Fredrick Federley Inger Fredriksson Ola Johansson Per-Ingvar Johnsson Emil Källström Johan Linander Helena Lindahl Göran Lindell Per Lodenius Kerstin Lundgren Karin Nilsson Rickard Nordin Annika Qarlsson Åsa Torstensson Solveig Zander | - | -                                                               | 2Anders W. Jonsson Per Åsling |
| Demócratas de Suecia          | - | 20Jonas Åkerlund Jimmie Åkesson Thoralf Alfsson Stellan Bojerud Kent Ekeroth Josef Fransson Anna Hagwall Carina Herrstedt Mikael Jansson Richard Jomshof Mattias Karlsson Olle Larsson David Lång Adam Marttinen Per Ramhorn Johnny Skalin Sven-Olof Sällström Björn Söder Markus Wiechel Tony Wiklander | -                                                               | - |
| Partido de la Izquierda       | 17Bengt Berg Marianne Berg Torbjörn Björlund Josefin Brink Rossana Dinamarca Jens Holm Siv Holma Christina Höj Larsen Jacob Johnson Amineh Kakabaveh Hans Linde Lars Ohly Eva Olofsson Lena Olsson Kent Persson Jonas Sjöstedt Mia Sydow Mölleby | - | -                                                               | 2Ulla Andersson Wiwi-Anne Johansson |
| G Demócratas Cristianos       | 12Anders Andersson Yvonne Andersson Annika Eclund Penilla Gunther Robert Halef Emma Henriksson Lars-Axel Nordell Irene Oskarsson Désirée Pethrus Anders Sellström Caroline Szyber Roland Utbult | - | 4Annelie Enochson Mikael Oscarsson Magnus Sjödahl Tuve Skånberg | 3Andreas Carlson Lars Gustafsson Mats Odell |
| Total                         | 298 | 20 | 4                                                               | 27 |